# Karel Verbist
Karel Verbist (Anvers, 5 de maig de 1890 - Brussel·les, 21 de juliol de 1909) va ser un ciclista belga, professional des del 1907 al 1909. Es va especialitzar en el mig fons, on va aconseguir una medalla de plata al Campionat del Món de l'especialitat de 1907, per darrere del francès Louis Darragon. Va morir de resultes d'un accident, durant la disputa d'una cursa.

## Palmarès
- 1908
  -  Campió de Bèlgica de mig fons
- 1909
  -  Campió de Bèlgica de mig fons